# Tierralta
Tierralta là một khu tự quản thuộc tỉnh Córdoba, Colombia. Thủ phủ của khu tự quản Tierralta đóng tại Tierralta Khu tự quản Tierralta có diện tích 5 ki lô mét vuông. Đến thời điểm ngày 28 tháng 5 năm 2005, khu tự quản Tierralta có dân số 48666 người.